# رابرت فیلدز
رابرت فیلدز (انگلیسی: Robert Fields؛ زادهٔ ۹ ژوئیهٔ ۱۹۳۸) هنرپیشه اهل ایالات متحده آمریکا است.
از فیلم‌ها یا برنامه‌های تلویزیونی که وی در آن نقش داشته‌است می‌توان به آنا، مگر آن‌ها اسب‌ها را خلاص نمی‌کنند؟ اشاره کرد.